# Фореггер, Николай Михайлович
Никола́й Миха́йлович Фо́реггер (полная фамилия Фореггер фон Грейфентурн; 6 апреля 1892, Киев — 8 июня 1939, Москва) — советский театральный режиссёр, балетмейстер, педагог, теоретик искусства, основатель театральной студии Мастерская Фореггера (Мастфор). Народный артист Украинской ССР (1934).

## Биография
Родился 24 марта (6 апреля) 1892 года в Киеве в обрусевшей австрийской семье. Окончил юридический факультет Киевского университета в 1917 году, но по специальности не работал. Свободное владение несколькими иностранными языками дало возможность серьёзно изучить различные области западной культуры и приобрести энциклопедические знания. Его первоначальный интерес к театру также связан с Европой: ещё в 1915 году в Киеве он подготовил исследование о демократических формах французского ярмарочного «театра четырёх масок». Увлекся театральным искусством, жанром театральной условности: комедия дель арте, сценические формы, пародии, циркачество, биодвижение, танец, музыкальность, фарс, буффонада, гротеск. В 1916 переехал в Москву, где по 1918 год работал в Московском Камерном Театре и театре-кабаре «Кривое зеркало». Под псевдонимом Фракасс публиковал театральные зарисовки в петербургском журнале «Театр и искусство» А. Р. Кугеля. В 1918 в своей квартире на Малой Никитской улице, 21 организовал «Театр четырёх масок», где впервые попробовал себя как театральный режиссёр. В постановке участвовали И. В. Ильинский и А. П. Кторов.

### Мастфор
В 1920 в Московском Доме печати на Арбате, 7, создал Мастерскую Фореггера (Мастфор), просуществовавшую до 1924 года. В 1922 Мастфор вошел в состав ГИТИС под названием Мастерская № 2 ГИТИС. Сатира, буффонада, гротеск — стали основными жанровыми приемами эстетики мастерской. Именно Фореггер и Масс впервые в советском театре вывели на сцену торговок, нэпманов, разнообразных интеллигентов-болтунов, партбюрократов, показав их в одноактных стихотворных буффонадах. В Мастфоре кроме В. З. Масса работали О. М. Брик (заведующий литературной частью), М. И. Блантер и Б. Б. Бер (заведующие музыкальной частью), С. М. Эйзенштейн и С. И. Юткевич, В. П. Комарденков (художники). Актёрами театра были Б. В. Барнет, С. А. Герасимов, Т. Ф. Макарова, Ф. Ф. Кнорре (будущий писатель), танцовщицы Н. А. Глан, Л. Н. Семёнова (в последние годы проживавшая в доме творчества в Матвеевском, оставившая воспоминания). Стремясь к воспитанию синтетического актёра, Фореггер разработал систему «тафизтренажа» (танцевально-физической тренировки), поэтому его актёры в совершенстве владели телом, прекрасно двигались, танцевали на профессиональном уровне. Острая театральная форма и пролеткультовский пафос отрицания классического наследия роднили Мастфор с агиттеатром «Синяя блуза». О. Брик называл спектакли Мастфора «агитхоллом» (по аналогии с мюзик-холлом).
Его актёры акробатичны, он строит актёрскую игру как сочетания острых, разнообразных и неожиданных приёмов. Он приближает текст играемых вещей к современности. Он наполняет спектакль пением куплетов и танцами. Он строит спектакль так же, как и большинство современных мастеров сцены, — на движении. Движения и танцы он подсматривает у современной улицы.Павел Марков, «Новейшие театральные течения» 1974
За четыре года существования театра были поставлены спектакли: обозрение «Хорошее отношение к лошадям» (1921) В.Маяковского; «Гарантии Гента» (1922) В. Масса; мелодрама «Воровка детей» А. Деннери; комедия «Сверхъестественный сын» Г. Данкура и М. Вокара; пародия «Спектакль шарлатанов» Г. Геллерта; оперетта «Тайна Канарских островов» по «Принцессе Канарской» Ш. Лекока, буффонада «Живой-мёртвый» по пьесе Филиппи «Клоун Господа». Кроме этого, с огромным успехом шли отдельные пародийные номера в постановке Фореггера.
 Известность получили номера «Танцы машин» (по другим источникам «Механические танцы») (1922), в которых он пытался средствами акробатики и современных ритмичных танцев на основе джазовой музыки, стилизованной под звуки лязга, треска и свиста машин, воспроизвести ритм и характер производственных процессов, «Чёрный лебедь» в исполнении Людмилы Семёновой. Это одновременно была пародия на балетный классический танец и трагическая история подбитого лебедя с переломанным крылом, умирающего не в органических движениях классических па, а в тяжёлых конвульсиях падающего со скрюченными лапками.
В 1924 году помещение театра сгорело, труппа выехала с гастролями на юг России, а осенью была расформирована. Но ещё незадолго до этого несколько человек покинуло Мастфор: Масс, Эйзенштейн, Юткевич. В 1924 году специальным декретом в стране была запрещена деятельность всех пластических и ритмопластических студий.
В конце 1924 года журнал «Новый зритель» анонсировал короткометражные комедийные фильмы в постановке Фореггера: «Лампа… цадрили… уца», «Фабрика секретных посланий», «Филька под двуглавым орлом».

### Последние годы
Фореггер начал сотрудничать с различными театрами миниатюр и коллективами «Синей блузы» — новой формой агитационного театра, взявшим на вооружение некоторые его постановочные приёмы, и в частности «парад масок» и динамическое построение действия. В «синеблузном» движении, получившем огромное распространение по всей стране, Фореггер смог увидеть осуществление своей заветной цели: общение боевого, агитационного искусства с многотысячной аудиторией. Но в 1933 году было покончено и с «синеблузниками». Чтобы не потерять профессию Фореггер занялся традиционными постановками на психологической основе вне Москвы. Он поставил несколько спектаклей, в том числе в Ленинграде в 1926 году вместе с С. Радловым и В. Вайноненом участвовал в постановке оперы С. Прокофьева «Любовь к трем апельсинам». Работал на Украине, в Харьковском театре оперы и балета имени Н. В. Лысенко (1929—1931 главным режиссёром и главным балетмейстером), выпуская полнометражные спектакли и балеты, среди которых «Днепрострой» А. Бородина. В 1932 году поставил оперу «Князь Игорь». В 1934 году — художественный руководитель киевского госцирка. В 1937—1938 годах — главный режиссёр Ногинского драматического театра в Подмосковье, в 1938—1939 годах — Куйбышевского драматического театра. Постановка оперы М. Глинки «Руслан и Людмила» в 1939 году в Куйбышевском театре оперы и балета стала его последним спектаклем. 8 июня 1939 умер в Москве от туберкулёза. Прах захоронен в колумбарии Донского кладбища.

### Семья
- отец — Михаил Николаевич Фореггер фон Грейфентурн (1866—1918), барон
- мать — Надежда Викторовна Огданович (1868— ?)

## Фильмография
- 1926 — Северное сияние (режиссёр; «Севзапкино»)
- 1926 — Чёртово колесо (актёр)

## Звания
- народный артист Украинской ССР (1934)[источник не указан 734 дня]

## Комментарии
1. ↑  По другим сведениям — умер в Куйбышеве[1].